# Rock Me Amadeus
Rock me Amadeus é uma canção que foi particularmente popular em 1985, cantada por Falco, cantor austríaco, notória por ser uma das 9 canções em língua estrangeira a atingir o topo da Billboard Hot 100. Era inspirada no filme Amadeus (1984), de Milos Forman.
A banda alemã Megaherz, de Metal Industrial fez um cover deste som em seu álbum de 1998 intitulado Kopfschuss.
Em 1985 a canção foi incluída na trilha sonora internacional da novela "De Quina Pra Lua", exibida pela TV Globo entre 1985/1986.
Recentemente a banda de Power Metal alemã Edguy adicionou este cover ao seu álbum intitulado Space Police: Defenders of the Crown, lançado em abril de 2014.
Regravada em 2003 pela dupla alemã feminina Missterious.

## Letra
A canção conta a história de Mozart, sua popularidade e suas dividas. Uma versão mais longa intitulada Salieri Mix apareceu na versão inicial do álbum Falco 3, lançado nos EUA. Para liberação dos EUA, foi remixada com uma sobreposição em língua inglêsa, embora, não haja uma versão completamente gravada em língua inglêsa.

## Impacto
Com Rock Me Amadeus,  Falco tornou-se o primeiro artista de língua alemã com um single na parada de sucesso.

## Videoclipe
No videoclipe, Falco usa uma jaqueta do século XX, e está rodeado por pessoas do século XVIII. Depois, ele caracteriza-se como Mozart, e aparece numa motocicleta. Depois, ele começa a fazer uma verdadeira algazarra na corte, junto com os burgueses presentes. Também aparece no videoclipe a sociedade contemporânea e no final ambas se misturam.
A mistura entre os elementos dos séculos XVIII e XX, é a principal característica do clipe, que está registrado como um dos mais notáveis.

## Versão do Br'oZ
Foi feita também uma versão em português da música intitulada "Amadeus" do grupo pop brasileiro Br'oZ. A canção foi lançada no álbum de estreia do grupo, e, embora, não tenha sido lançada como single, teve sucesso. A letra se assemelha à original de Falco, contando a história de Mozart sob um olhar moderno.

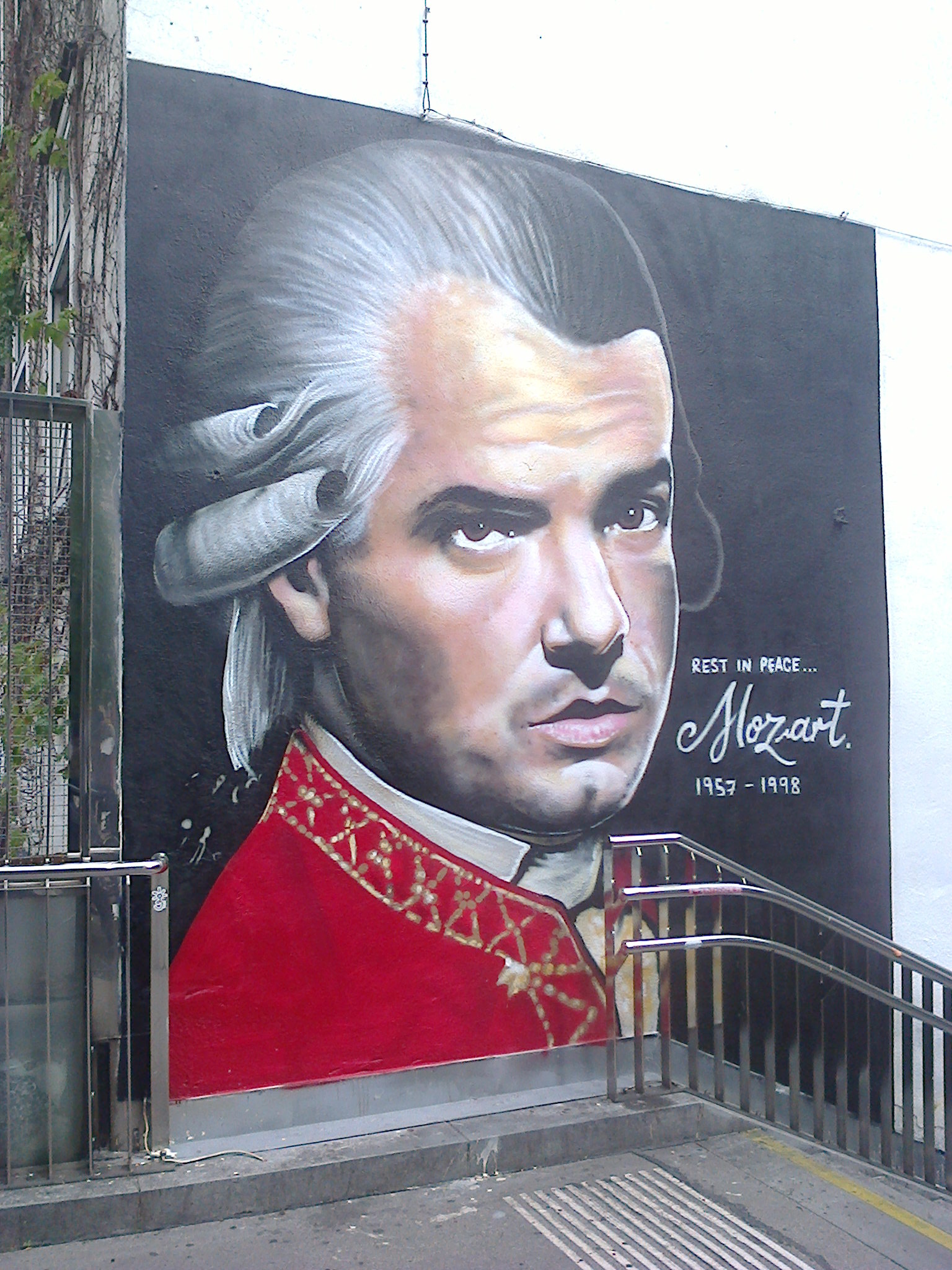
U-Bahn Kettenbrueckengasse Vienna Falco – Amadeus